# Palais de Ras el Tin
Le palais de Ras el Tin (en arabe قصر رأس التين , "Palais du Cap de Figue") est actuellement une résidence présidentielle égyptienne à Alexandrie, en Égypte.

## Histoire
Donnant sur la mer Méditerranée, le palais est situé dans le quartier du même nom. C'est sur l'ordre de Méhémet Ali que ce palais fut bâti. Sa construction connut plusieurs phases. La première fut lancée dès 1811, mais ce palais à ses débuts était fort modeste. Le pacha Méhémet Ali souhaitait ainsi, à peine arrivé au pouvoir (1805), réinstaller Alexandrie comme ville majeure de l'Égypte en y établissant sa propre résidence d'été. 
Sa construction est relancée en 1834 et il faudra onze ans pour compléter la construction originale en 1845. Des travaux complémentaires et la construction de pavillons supplémentaires ont été réalisés jusqu'en 1847, quand il a été officiellement inauguré par le khédive Ismail, dans un style plus occidental, alors qu'il avait été conçu à l'origine dans un style turc par l'architecte italien Romerio et décoré par des constructeurs grecs. 
Le palais Ras el-Tin a la forme d'un grand château de la Renaissance italienne, avec des éléments architecturaux et d'ornementation de l'architecte italien Pietro Avoscani inspirés de cette époque. Ses grands jardins sont de style régulier.
En 1924, le peintre italien Giuseppe Amisani, à l'apogée de sa carrière, est invité en Égypte pour exécuter des décorations à Ras al-Tin, par Fouad Ier. Il peint un portrait de Farouk, puis un petit enfant.
Le palais vit aussi le départ du roi Farouk Ier lors de la révolution égyptienne de 1952 menée par Gamal Abdel Nasser et Mohammed Naguib.
Le palais de Ras el Tin est aujourd'hui une résidence présidentielle secondaire.